# Campeonato Paulista de Futebol Feminino de 1997
O Campeonato Paulista de Futebol Feminino de 1997 foi a 5.ª edição deste campeonato, que voltava a ser disputado após nove anos. A equipe do São Paulo foi a campeã do torneio após vencer o Santos nas finais. A artilheira da competição foi Kátia Cilene, com 35 gols marcados.

## Participantes
- Corinthians
- Juventus-SP/São Judas
- Mackenzie
- Palmeiras
- Portuguesa/Sant'anna
- São Paulo
- Santos
- USP

## Campanha do campeão
18/03 - São Paulo 5-1 Mackenzie
23/03 - São Paulo 7-1 Juventus
27/03 - São Paulo 9-1 USP
04/04 - São Paulo 3-4 Portuguesa
15/04 - São Paulo 3-0 Santos
20/04 - São Paulo 2-1 Corinthians
29/04 - São Paulo 6-0 Palmeiras
08/05 - São Paulo 5-0 Mackenzie
13/05 - São Paulo 6-0 Juventus
20/05 - São Paulo 6-0 USP
27/05 - São Paulo 9-0 Portuguesa
01/06 - São Paulo 4-1 Santos
14/06 - São Paulo 5-3 Corinthians
21/06 - São Paulo 1-3 Palmeiras

## Finais
Ida
| 27 de junho de 1997 | Santos | 1 - 1 | São Paulo  | Estádio do Ibirapuera, São Paulo, SP |
|                     | ?      |       | Karina 39' | Árbitro: Roberto Perassi             |

Volta
| 29 de junho de 1997 | São Paulo                             | 4 - 1 | Santos    | Estádio do Ibirapuera, São Paulo, SP |
|                     | Kátia Cilene 6', 30', 40' · Karin 13' |       | Mônica 2T | Árbitro: Romildo Pereira             |

## Premiação
| Campeonato Paulista de Futebol Feminino 1997 |
| -------------------------------------------- |
| São Paulo Campeão (1° título)                |